# Corbola
Corbola è un comune italiano di 2 243 abitanti della provincia di Rovigo in Veneto, situato a est del capoluogo.

## Geografia fisica
Il comune fa parte dell'Isola di Ariano, un territorio compreso tra i rami del Po di Goro, del Po di Venezia e del Po di Gnocca, facente parte del Delta del Po, comprendente anche i comuni di Ariano nel Polesine e Taglio di Po.
Corbola confina a ovest e a sud col comune di Ariano nel Polesine, a est confina col comune di Taglio di Po, a nord col ramo del Po denominato Po di Venezia che lo separa dai comuni di Papozze e Adria.
Il comune fa parte del Parco regionale veneto del Delta del Po, e del Parco interregionale Delta del Po, anche se quest'ultimo non è ancora pienamente operativo.
Il comune fa parte della zona climatica E.

## Storia
Corbola si è formata nella laguna "Adriana", creata con terra trasportata dal fiume Po, nel delta omonimo. Il nome deriva da Còrbula, Corbicola, cioè "corba" o "cesta", che era una misura di grano ma anche misura di terra necessaria per seminarvi una corba di grano.
Il toponimo compare per la prima volta nel 1054 come possedimento degli Estensi. L'antico abitato, situato più a nord di quello attuale, venne distrutto nel XII secolo dalle rotte del Po (Rotta di Ficarolo). Il paese risorse nel secolo XIV ad opera di Nicolò III d'Este.

Corbola ha avuto le medesime vicende storiche del contiguo territorio di Ariano nel Polesine, con il quale si è anche ulteriormente unita in seguito alla rotta di Ficarolo del 1152 e degli anni seguenti, che la separarono da Adria e formarono il Po di Tramontana; un tratto del quale, dalla confluenza col Po di Goro verso il mare, venne denominato successivamente Po delle Fornaci, l'attuale Po di Venezia.
Ebbe storia comune con Adria fino al 1482, quando questa passò a Venezia, mentre Corbola rimase agli Estensi, dai quali nel 1519 ottenne propri statuti o i trofei vinti nelle loro battaglie.
In una mappa del 1693 Corbola viene indicata come Corbola Ferrarese alla destra del Po di Venezia e, sulla sponda opposta, Corbola Veneziana, ora Bellombra.
Una mappa del 1739 chiama "Po di Corbola o del Mazzorno" l'attuale Po di Venezia.
Il 15 aprile 1749 venne stipulato un trattato tra papa Benedetto XIV e il doge Pietro Grimani e nel 1751 fu completata l'opera di demarcazione del confine dell'Isola di Ariano con la posa di grandi pilastri formati da mattonelle in cotto, in parte ancora visibili nella "Via Pilastri"; denominazione mantenuta tuttora.

### Simboli
Lo stemma e il gonfalone sono stati concessi con DPR del 18 marzo 1985.
Stemma
(Art. 5 c. 1 dello Statuto comunale)
Gonfalone
(Art. 5 c. 2 dello Statuto comunale)

## Monumenti e luoghi d'interesse

### Architetture religiose
Il territorio fa parte della diocesi di Adria-Rovigo, sede della Chiesa cattolica suffraganea del patriarcato di Venezia appartenente alla regione ecclesiastica Triveneto.

In fondo alla piazza, percorrendo la via di accesso principale dedicata al soprano Rosetta Pampanini, si trova una grande chiesa parrocchiale, costruita negli anni trenta. È in stile romanico con pietra a vista, dedicata a Santa Maria Maddalena.
Nella chiesa è conservata all'interno un'antica Pietà e una statua di San Francesco, inclusa nell'altare omonimo, risalente al periodo della peste nera del 1629-1630.
Quasi in fondo a via Roma vi è l'oratorio di Sant'Agostino, in stile neoclassico del XVII secolo, recentemente restaurato a cura della Soprintendenza.

## Società

### Evoluzione demografica
Abitanti censiti

## Cultura

### Eventi

#### Sagre frazionali
- Festa del patrono e sagra di Corbola capoluogo, 22 luglio "Santa Maria Maddalena"
- Fiera della bosga presso il porticciolo Balutìn[10], 2 giugno
- Sagre delle frazioni:
  - Corbola: 28 agosto "S. Agostino"
  - Corbola: 4 ottobre "S. Francesco d'Assisi"

## Economia
Il mercato settimanale si svolge ogni giovedì nel capoluogo. I negozi non alimentari osservano la mezza giornata di chiusura il lunedì mattina. I negozi alimentari chiudono il mercoledì pomeriggio.
La pizzeria da asporto in centro chiude il martedì.
I negozi di ferramenta possono optare tra il lunedì mattina ed il sabato pomeriggio.
Il comune, facendo parte del Parco del Delta del Po, è stato riconosciuto "a prevalente economia turistica" dalla regione Veneto con legge regionale 25/2/2005 nº 7, art. 7. In base a tale normativa, a seguito di richiesta rinnovata di anno in anno dall'amministrazione comunale, i negozi hanno la facoltà di deroga dalla chiusura infrasettimanale e festiva.
Il comune è stato inserito nel progetto del Governo in collaborazione con Telecom Italia denominato "anti digital divide" tendente a portare il collegamento ADSL a banda larga in 5.000 piccoli comuni d'Italia, utilizzando un sistema basato sull'installazione di ripetitori di onde radio a bassa frequenza.
Dal 2010 Telecom Italia ha attivato il collegamento ADSL a banda larga fino a 20 Megabit/s (Mbps). È attivo anche un provider che via Hiperlan offre 4 o 10  Mbit (STEL).

## Infrastrutture e trasporti
Il capoluogo è attraversato dalla ex Strada statale 495 (di Codigoro) (Adria-Codigoro) in direzione nord/sud.
Quest'ultima, nel tratto veneto, è ora in gestione a Veneto Strade con la denominazione di Strada regionale 495 Adria-Ariano nel Polesine.

### Trasporto pubblico
Il sistema del trasporto pubblico del capoluogo e delle frazioni principali è servito da linee extraurbane gestite da Busitalia che la collega direttamente a nord con il capoluogo Rovigo con capolinea a Padova; con le principali località sulla direttiva nord-sud verso la provincia di Ferrara con capolinea a Ferrara e verso gli altri Comuni contigui;
È poi possibile contattare, dalle 5.30 alle 23.30, il servizio radiotaxi del capoluogo.

### Ferrovie
Corbola aveva una fermata sulla tratta ferroviaria Adria-Ariano nel Polesine, sino ai bombardamenti del ponte ferroviario sul Po di Venezia nel 1944. Da allora la linea è stata dismessa.

### Attracchi fluviali
Sul Po di Venezia è stato realizzato un attracco fluviale, con fondi pubblici, al quale si accede da un terrapieno arginale e da uno scivolo di cemento. È formato da pontili galleggianti ancorati a palificazioni interrate.
È su una tranquilla laguna formatasi dopo la realizzazione di una penisola artificiale che ha lo scopo di contenere e deviare parzialmente la forza del fiume Po in corrispondenza di una ansa a curvatura ripida, a salvaguardia dell'argine.
Realizzato in località denominata "Balutin", viene utilizzato per la navigazione da diporto.

## Amministrazione
| Periodo | Periodo   | Primo cittadino        | Partito                                   | Carica  | Note |
| ------- | --------- | ---------------------- | ----------------------------------------- | ------- | ---- |
| 1995    | 1999      | Marina Bovolenta Pizzo | Lista Civica                              | Sindaco |      |
| 1999    | 2004      | Rossano Doati          | Lista Civica                              | Sindaco |      |
| 2004    | 2009      | Marina Bovolenta       | Lista Civica (Centro-sinistra)            | Sindaco |      |
| 2009    | 2014      | Marina Bovolenta       | Lista Civica (Centro-sinistra)            | Sindaco |      |
| 2014    | 2019      | Michele Domeneghetti   | Lista Civica "Nuovo Progetto per Corbola" | Sindaco |      |
| 2019    | in carica | Michele Domeneghetti   | Lista Civica "Nuovo Progetto per Corbola" | Sindaco |      |